# 小行星9465
小行星9465（英語：9465）是一颗围绕太阳公转的小行星。1998年4月23日，林肯近地小行星研究小组在索科罗发现了此天体。
这颗小行星的绝对星等为121.0811128076297等。